# 468 Lina
A 468 Lina (ideiglenes jelöléssel 1901 FZ) a Naprendszer kisbolygóövében található aszteroida. Maximilian Franz Joseph Cornelius Wolf fedezte fel 1901. január 18-án.